# Vicente García Torres
Vicente García Torres (1811-1894) fue un periodista mexicano. Nació en Pachuca, Hidalgo, y fue fundador de uno de los periódicos más importantes en la historia de México: El Monitor Republicano. 
El Monitor Republicano fue el segundo diario liberal más importante del siglo XIX, después de El Siglo XIX, mientras que las ideas conservadoras eran expuestas en El Tiempo y El Universal. García Torres participó en la Rebelión de los Polkos. Fue un hombre de ideas liberales y en las columnas de su periódico colaboraron muchos de los más importantes escritores liberales de su tiempo, como Francisco Zarco, Ignacio Ramírez, Manuel Payno y Guillermo Prieto. El periódico fue publicado durante 52 años, salvo breves interrupciones.
El periodista Miguel Ángel Granados Chapa escribió una biografía breve: Vicente García Torres: El Monitor Republicano.